# بول غرانت
بول غرانت (بالإنجليزية: Paul Grant)‏ (23 مارس 1993 بإدنبرة في المملكة المتحدة - ) هو لاعب كرة قدم بريطاني في مركز حراسة المرمى. لعب مع نادي هيبرنيان وبونيروغ روز أثلاتيك ‏ وبيرويك راينجرز ونادي ليفينغستون لكرة القدم.

## وصلات خارجية
- بول غرانت على موقع قاعدة بيانات كرة القدم.إي يو (الإنجليزية)